# Опперт, Эрнст Яков
Эрнст Яков Опперт (Ernst Jakob Oppert) — немецкий путешественник, брат Юлиуса Опперта и Густава Соломона Опперта. В 1866 и 1868 гг. посетил Корею и дал описание этой страны: «A forbidden land» (Л., 1879; по-нем. «Ein verschlossenes Land», Лпц., 1880).